# Praiano
Praiano là một đô thị (comune) thuộc tỉnh Salerno trong vùng Campania của Ý. Praiano có diện tích 2 km2, dân số là 2069 người (thời điểm 2009).